# Erik Ballings Rejselegat
Erik Ballings Rejselegat er en dansk kulturpris, der er blevet uddelt årligt af Nordisk Film siden filmselskabets 100 års fødselsdag 6. november 2006. 
Legatet uddeles en gang om året til en person, der skaber værker, der appellerer til et bredere publikum (som Erik Ballings film gjorde det) og således understøtter dansk films popularitet. 
Legatportionen er 50.000 kr. 
Prisen er et rejselegat, fordi Erik Balling sammen med kollegaen Henning Bahs gennem mange år beviste, at en rejse ofte befordrer inspiration og skaberlyst – og giver kræfter til det fortsatte arbejde.

## Prisvindere
Modtagere af Erik Ballings Rejselegat:
- 2006 – Filminstruktør og manuskriptforfatter Nikolaj Arcel, filminstruktør og manuskriptforfatter Anders Østergaard, forfatter og journalist Lise Nørgaard og komponist og pianist Bent Fabricius-Bjerre
- 2007 – Filmfotograf Dan Laustsen
- 2008 – Instruktør Adam Neutzsky-Wulff
- 2009 – Manuskriptforfatter, producer og instruktør Åke Sandgren
- 2010 – Filminstruktør Susanne Bier
- 2011 – Filminstruktør og manuskriptforfatter Martin Zandvliet
- 2012 – Filmproducer Rene Ezra og filmproducer Tomas Radoor
- 2013 – Filmproducer Sisse Graum Jørgensen og filmproducer Louise Vesth
- 2014 – Manuskriptforfatter Maya Ilsøe
- 2015 – Manuskriptforfatter May el-Toukhy
- 2016 – Instruktør Ask Hasselbalch
- 2017 – Instruktør og Production designer Sabine Hviid
- 2018 – Skuespillerne Ditte Hansen og Louise Mieritz
- 2019 – VFX Supervisor Peter Hjorth
- 2020 – Filmfotograf Louise McLaughlin
- 2021 – Filminstruktør Lisa Jespersen og manuskriptforfatter Sara Isabella Jønsson
- 2022 – Filminstruktør og manuskriptforfatter Frelle Petersen[2]
- 2023 – Manuskriptforfatter Mette Heeno

## Eksterne referencer
1. ↑  "Erik Ballings Rejselegat". nordiskfilm.dk. Arkiveret fra originalen 11. november 2019. Hentet 11. november 2019.
2. ↑  Solgaard, Michael (10. november 2022), "Hæderspriser til en ung skuespiller og to filminstruktører", Børsen, hentet 15. maj 2023